# Чёрный ручей (приток Серебрянки)
Чёрный ручей — малая река в районе Ивановское Восточного административного округа города Москвы, левый приток Серебрянки. Водоток трансформирован и частично убран в подземный коллектор. Название ручья связано с характером воды — грязной, тёмной от торфа.
Длина ручья составляет 2,5 километра, из них 500 метров — в открытом течении. Река начинается у пересечения улицы Молостовых и Напольного проезда. Водоток проходит на запад, далее на север, где образует Верхний и Нижний Терлецкие пруды. На этом участке ручей сохранился в коллекторе, его русло обходит водоёмы вдоль правого берега. В открытом течении река появляется к северу от прудов, возле шоссе Энтузиастов. В Измайловском парке обладает широкой и плоской долиной, местами заболоченной. Устье расположено с восточной стороны Лебедянского пруда. С левой стороны принимал частично сохранившиеся в виде цепочек болот и канав притоки, на которых расположены пруды Трапециевидный, Сапожок и Западный.
Пойма Чёрного ручья имеет статус памятника природы — «Чёрноольшаник в пойме Чёрного ручья в квартале 35 Измайловского леса». На этой территории растёт чёрная ольха и редкие виды растений: горицвет кукушкин, василёк фригийский, горец змеиный, Вероника длиннолистная. Также тут встречаются редкие для Москвы животные и птицы: обыкновенный ёж, обыкновенная кутора, ласка, заяц-беляк, белка, орешниковая соня, травяная лягушка, обыкновенный гоголь, тетеревятник и перепелятник.